# Educació pública
L'educació pública comprèn l'ensenyament que s'imparteix en centres mantinguts per fons públics. En alguns països se subdivideix segons la titularitat (estatal o privada, la pròpia de les escoles concertades). Inclou un control del currículum i dels requisits d'admissió dels professors o mestres per part de l'administració, així com la gratuïtat per als alumnes. Es va començar a generalitzar a partir del segle xviii.
Tots els països mantenen un sistema d'educació pública per garantir l'accés a l'educació obligatòria, com a mínim en els nivells d'educació primària, tot i que no sempre l'oferta és suficient per assegurar que tots els nens puguin estar escolaritzats. L'educació pública pot ser mixta o diferenciada per sexes segons el país, però no pot deixar de matricular infants per motius ètnics, econòmics o socials.

## Educació pública a Catalunya
A Catalunya, la llei 12/2009 del 10 de juliol d'educació la defineix com la porta obligada a la realització personal i al progrés col·lectiu, la palanca que fa possible la superació dels condicionants personals, socials, econòmics i culturals en origen i la clau de les oportunitats per a superar les desigualtats i per a descobrir i aprofitar tots els talents de la societat.
Els ensenyaments que els centres poden impartir són els següents:
- Educació infantil
- Educació primària
- Educació secundària obligatòria
- Batxillerat
- Formació professional
- Ensenyament d'idiomes
- Ensenyaments artístics (música, dansa, arts plàstiques i disseny, art dramàtic, conservació i restauració de béns culturals)
- Ensenyaments esportius
- Educació d'adults[2]

Els centres públics del Departament d'Ensenyament poden ser, a més, de diferents tipus segons els ensenyaments que imparteixen:
- llar d'infants: 1r cicle d'educació infantil
- parvulari: 2n cicle d'educació infantil
- escola: 2n cicle d'educació infantil i educació primària